# Гавія – Утманія – Шедгам – Джуайма
Гавія – Утманія – Шедгам – Джуайма – трубопровідний коридор на сході Саудівської Аравії, який відноситься до інфраструктури потужної установки фракціонування Джуайма. 
В 1980 – 1981 роках стали до ладу газопереробні заводи Шедгам та Утманія, які, зокрема, здійснюють вилучення гомологів метану фракції С2+. Для її видачі до установки фракціонування в Джуаймі спорудили трубопроводи UJNGL-1 (Uthmaniyah Juaimah Natural Gas Liquids-1) довжиною 205 км з діаметром 700 мм та SHKNGL-1 (Shedgum Juaimah Natural Gas Liquids-1) завдовжки 156 км з діаметром 750 мм, при цьому трубопровід від Утманії проходить повз ГПЗ Шедгам та далі слідує з ним в одному коридорі. 
В 2008-му році ще південніше стала до ладу установка вилучення зріджених вуглеводневих газів у Гавії, в межах проєкту якої спорудили ще два трубопроводи для видачі фракції С2+:
- HASHNGL-1 (Hawiyah Shedgum Natural Gas Liquids-1) довжиною 115 км між Гавією та Шедгамом, який на першій ділянці у 57 км до Утманії має діаметр 600 мм, а між Утманією та Шедгамом збільшується до 700 мм;
- SHKNGL-2 (Shedgum Juaimah Natural Gas Liquids-2) завдовжки 177 км з діаметром 750 мм від Шедгама до Джуайми.
При цьому є відомості, що UJNGL-1 перевели на транспортування газу.
Також варто відзначити, що в районі Шедгама ще з 1980-х років є можливість передачі ресурсу до трубопроводу Шедгам – Янбу, що прямує на західне узбережжя до установки фракціонування в Янбу. З іншої сторони, до ділянки між Шедгамом та Джуаймою в 2016-му під’єднали трубопровід Шайбах – Абкайк.